# تاکاشی ناگایاما
تاکاشی ناگایاما (انگلیسی: Takashi Nagayama؛ زادهٔ ۱ ژانویهٔ ۱۹۷۸) بازیگر، و خواننده اهل ژاپن است.